# Убийство двух подростков в Бердянске
24 июня 2023 года в ходе оккупации Бердянска войска РФ застрелили двух подростков — Тиграна Оганнисяна (укр. Тігран Оганнісян; род. 23 августа 2006) и Никиту Ханганова (Микита Ханганов; род. 25 июня 2006). Происшествие также называется делом «бердянских партизан».
Подростков долгое время преследовали оккупационные власти. В мае, по сообщениям украинской правозащитной организации, подростков пытали российские силовики, которые заставили подростков признаться в планировании диверсии на железной дороге.
Подростки хорошо учились. Тигран увлекался историей и участвовал в олимпиадах, Никита занимался в творческих кружках.
После оккупации Бердянска родители Тиграна выехали в Германию, Тигран отказался выезжать и остался с бабушкой.
С конца сентября 2022 года подростков преследовали оккупационные власти. Тиграна на несколько дней закрыли в здании бердянской полиции вместе с остальными гражданскими заложниками. В домах подростков устраивали обыски. Заставили признаться на камеру в диверсии на железной дороге. В январе семья Тиграна вернулась в Бердянск, чтобы попробовать его вывезти. В российском Таганроге их остановили, Тиграна допрашивали, затем семью вернули в Украину и передали в руки силовиков самопровозглашённой ДНР. Семью заставили подписать подписку о невыезде.
В конце мая подростков обвинили в диверсии на железной дороге.
В конце июня вечером в Бердянске началась перестрелка. После этого стало известно, что подростки были убиты прицельными выстрелами из огнестрельного оружия. За три минуты до гибели Тигран записал видео, на котором сидит на полу в каком-то помещении, отвечает человеку за кадром «двоих точно». Про что его спросили разобрать невозможно. Затем Тигран показывает автомат Калашникова, на его пальцах видна кровь, после чего говорит «Всё, это смерть, пацаны, прощайте», а затем сжимает кулак в тактической перчатке и выкрикивает «Слава Украине!». Слышно, как человек за кадром начинает отвечать «Героям слава», но почти сразу после этого видео заканчивается. Достоверных сведений о произошедшем вечером 24 июня в центре Бердянска нет.
19 июля 2025 года президент Украины Владимир Зеленский подписал указ о посмертном награждении орденом Свободы Тиграна Оганнисяна и Никиты Ханганова.